# Veronikasandbi
Veronikasandbi (Andrena semilaevis) är en biart som beskrevs av Pérez 1903. Den ingår i släktet sandbin och familjen grävbin. Inga underarter finns listade i Catalogue of Life.

## Beskrivning
Honan har ett naket huvud med mörka antenner, som möjligtvis kan ha en anstrykning av gult längst ut, en tätprickig munsköld och glesare punkterad mellankropp. Hanen har långa, vita hår på munskölden och mellankroppen. Båda könen har bakkanterna på tergiterna två och tre nedsänkta och glänsande. Tergiterna två till fyra (två och tre hos hanen) har dessutom vita hårband längs tergiternas bakkanter. Arten är ett helt litet bi; honan är 6 till 7 mm lång, hanen 5 till 7 mm.

## Ekologi
Veronikasandbiet förekommer framför allt i habitat som skogsbryn, dalgångar, näringsrika ängar, ruderat vid fältkanter och staket, trädgårdar, kyrkogårdar, sandfält samt sand- och grustäkter. I de södra delarna av utbredningsområdet lever det i skogar, berg och dalar. I de schweiziska alperna kan den gå upp till 1 800 meters höjd.
I de sydliga delarna av utbredningsområdet har arten två generationer per år som flyger från april till augusti. Längre norrut, där den bara har en generation, varar flygtiden från mitten av maj till tidigt i augusti. Veronikasandbiet är polylektiskt, det flyger till blommande växter ur många familjer: Korgblommiga växter (som maskros), ranunkelväxter (som ranunkelsläktet), grobladsväxter (som veronikasläktet), flockblommiga växter (som kummin, kirskål och hundkäx), korsblommiga växter (som vejde), videväxter (som videsläktet) och rosväxter (som smultron).
Arten är solitär, och gräver ut sina larvbon i ler- eller sandjordar. Det förekommer att bona parasiteras av smågökbi. Honan av detta bi lägger ägg i veronikasandbiets bon, ett ägg per larvcell, och larven lever av det insamlade förrådet, efter det att värdägget eller värdlarven dödats.

## Utbredning
Arten finns i större delen av Europa söderut till nordligaste Spanien, nordligaste Italien, Montenegro, södra Rumänien och Krim. Österut når den till Uralregionen.
I Sverige finns arten i Götaland, Svealand och längs Norrlandskusten.
I Finland har arten påträffats från Åland och sydkusten upp till Kanjanaland och Mellersta Österbotten, men under 2000-talet har få fynd gjorts norr om Egentliga Finland, Egentliga Tavastland och Södra Savolax.

## Bevarandestatus
IUCN klassificerar biet internationellt under kunskapsbrist ("DD"), på grund av att biets globala utbredning anses för litet undersökt. Däremot klassificeras det som livskraftigt ("LC") i både Sverige och Finland.